# 골 항공의 운항 노선
골 항공은 다음과 같은 노선을 운항하고 있다.(2012년 12월 기준)

## 운항 노선
- 아르헨티나
  - 부에노스 아이레스
    - 아에로파르케 호르헤뉴베리
    - 미니스토로 피스타리니 국제공항

  - 코르도바 – 인헤니에로 아에로나르띠꼬 엠브로시오 L.V. 타라벨라 국제공항
  - 로사리오 – 이스라스 말비나스 국제공항
- 아루바
  - 오라녜스타트 – 퀸베아트릭스 국제공항
- 바베이도스
  - 브리지타운 – 그레이트 레이 아담스 국제공항
- 볼리비아
  - 산타크루스데라시에라 – 비루비루 국제공항
- 브라질
  - 아라카주 – 산타마리아 공항
  - 바우루/아라바 – 바우루 아라바 공항
  - 벨렝 – 발 드 캔스 국제공항
  - 벨루오리존치 – 탕크레두 네비스 국제공항
  - 보아비스타 (호라이마주) – 아틀라스 브라질 칸타녜드 국제공항
  - 브라질리아 – 주셀리노 쿠비체크 국제공항
  - 캄피나그란데 – 캄피나그란데 공항
  - 캄피나스 – 비라코푸스 캄피나스 국제공항
  - 캄푸그란데 – 캄푸그란데 국제공항
  - 카시아스두술 – 카시아스두술 공항
  - 카피코 – 카피코 공항
  - 크루제이루두술 – 크루제이루두술 공항
  - 쿠이아바/바젤라그란데 – 마르첼 로돈 국제공항
  - 쿠리치바 – 아폰소페냐 국제공항
  - 페르난두 데 노로냐 – 페르난두 데 노로냐 공항
  - 플로리아노폴리스 – 에르씰리오 루즈 국제공항
  - 포르탈레자 – 핀토 마틴스 국제공항
  - 포스두이구아수 – 포스두이구아수 국제공항
  - 고이아니아 – 산타 고노비아 공항
  - 일례우스 – 일례우스 조르지 아마도 공항
  - 임페라트리스 – 임페라트리스 공항
  - 주앙 페소아 – 프레젠트 카스토 핀토 국제공항
  - 주앵빌 – 주앵빌 라우로 카르네이루 델 로욜라 공항
  - 주아제이루 두 노르테 – 주아제이루 두 노르테 공항
  - 론드리아 – 론드리아 공항
  - 마카파 – 마카파 국제공항
  - 마세이우 – 줌비도스 팔마레스 국제공항
  - 마나우스 – 에두아르두 고메시 국제공항
  - 마라바 – 마라바 공항
  - 마링가 – 마링가 리저널 공항
  - 몬치스클라루스 – 몬치스클라루스 공항
  - 나타우 – 아우구스토 산세베로 국제공항
  - 나베간테스 – 미니스트로 비토리아 콘델 국제공항
  - 파우마스 – 파우마스 공항
  - 피트로리아 – 피트로리아 공항
  - 포르투알레그리 – 살가도 필류 국제공항 허브
  - 포르투세구루 – 포르투세구루 공항
  - 포르투벨류 – 고바네도르 조르제 떼이셰이라와 델 올리베이라 국제공항
  - 프레지덴테 프루덴테 – 프레지덴테 프루덴테 공항
  - 레시페 – 레시페 공항
  - 히베이랑프레투 – 레이테 로프 공항
  - 히우브랑쿠 – 히우브랑쿠 국제공항
  - 리우데자네이루 허브
    - 리우데자네이루 갈레앙 국제공항 – GOL 및 바리그
    - 리우데자네이루 산투스 두몬트 공항

  - 상살바도르 – 디푸타도 루이스 에두아르도 마젤란 국제공항
  - 산타렘 – 산타렘 마에스트로 윌슨 폰세카 공항
  - 상루이스 – 마르첼 쿤하 마치도 국제공항
  - 상파울루 허브
    - 콩고냐스 상파울루 공항
    - 상파울루 구아룰류스 국제공항 – GOL 및 바리그

  - 테레지나 – 테레지나 공항
  - 우베를란지아 – 우베를란지아 공항
  - 비토리아 – 엘니고 델 아구리안 세일스 공항
- 퀴라소
  - 빌렘스타트 – 하토 국제공항 계절편
- 도미니카 공화국
  - 푼타카나 – 푼타카나 국제공항
  - 산토도밍고 - 라스 아메리카스 국제공항
- 파라과이
  - 아순시온 – 실비오 페티로시 국제공항
- 미국
  - 마이애미 – 마이애미 국제공항
  - 뉴욕¹ – 존 F. 케네디 국제공항 계절편[2]
  - 올랜도 – 올랜도 국제공항
- 우루과이
  - 몬테비데오 – 카라사코 국제공항
- 베네수엘라
  - 카라카스 – 시몬 볼리바르 국제공항

## 과거 취항지
- 브라질 : 벨루오리존치(팜풀라), 상조세도리오프레토, 상조제두스캄푸스
- 칠레 : 산티아고
- 콜롬비아 : 보고타
- 페루 : 리마